# Libkov (district de Domažlice)
Pour les articles homonymes, voir Libkov.
Libkov (en allemand : Lipkau) est une commune du district de Domažlice, dans la région de Plzeň, en République tchèque. Sa population s'élevait à 111 habitants en 2017.

## Géographie
Libkov se trouve à 13 km à l'ouest-sud-ouest de Klatovy, à 17 km à l'est-sud-est de Domažlice, à 45 km au sud-sud-ouest de Plzeň et à 123 km au sud-ouest de Prague.
La commune est limitée par Černíkov au nord, par Dlažov à l'est, par Pocinovice et Chodská Lhota au sud, et par Loučim à l'ouest.

## Histoire
La première mention écrite de la localité date de 1379.

## Galerie

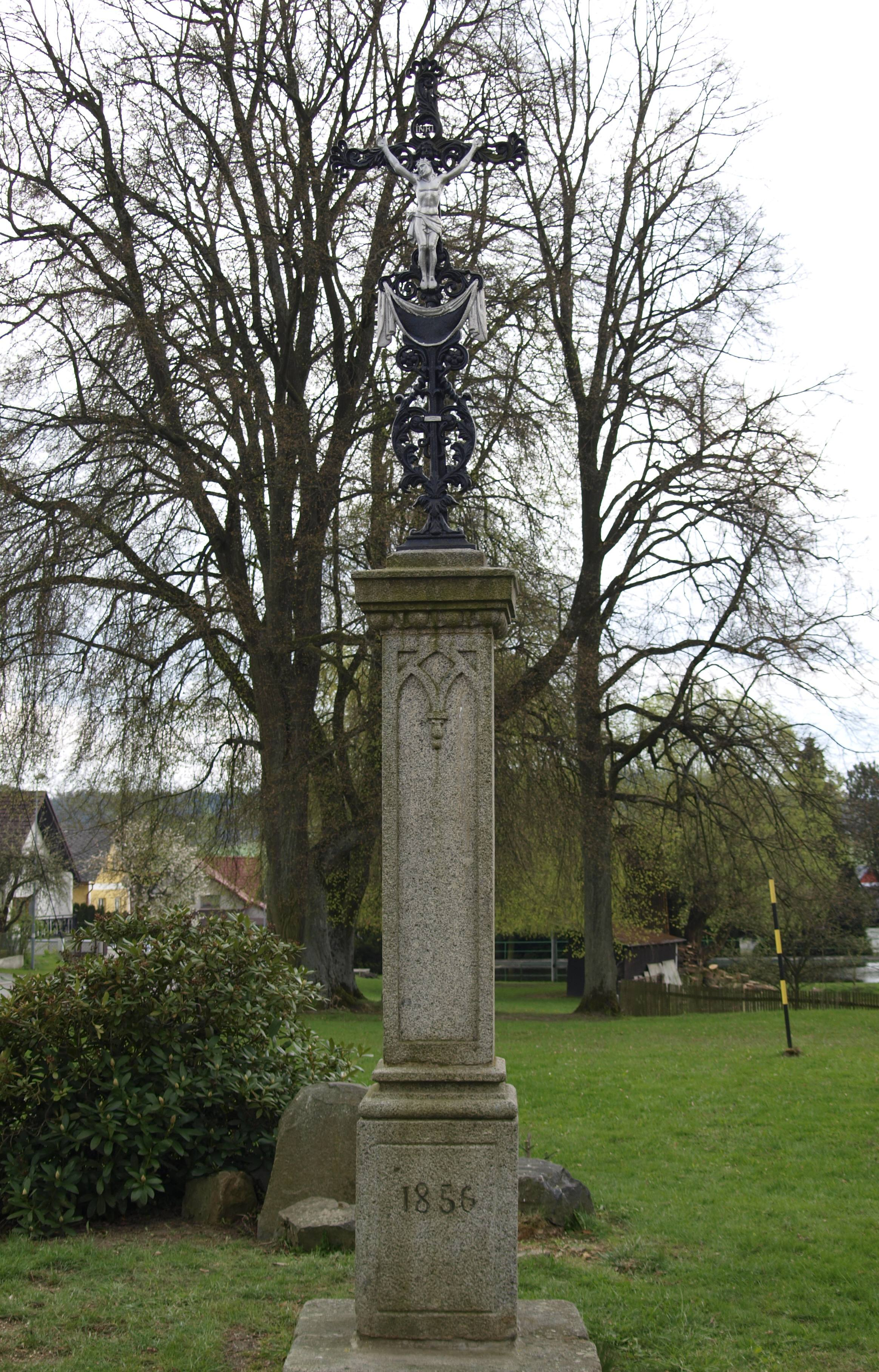
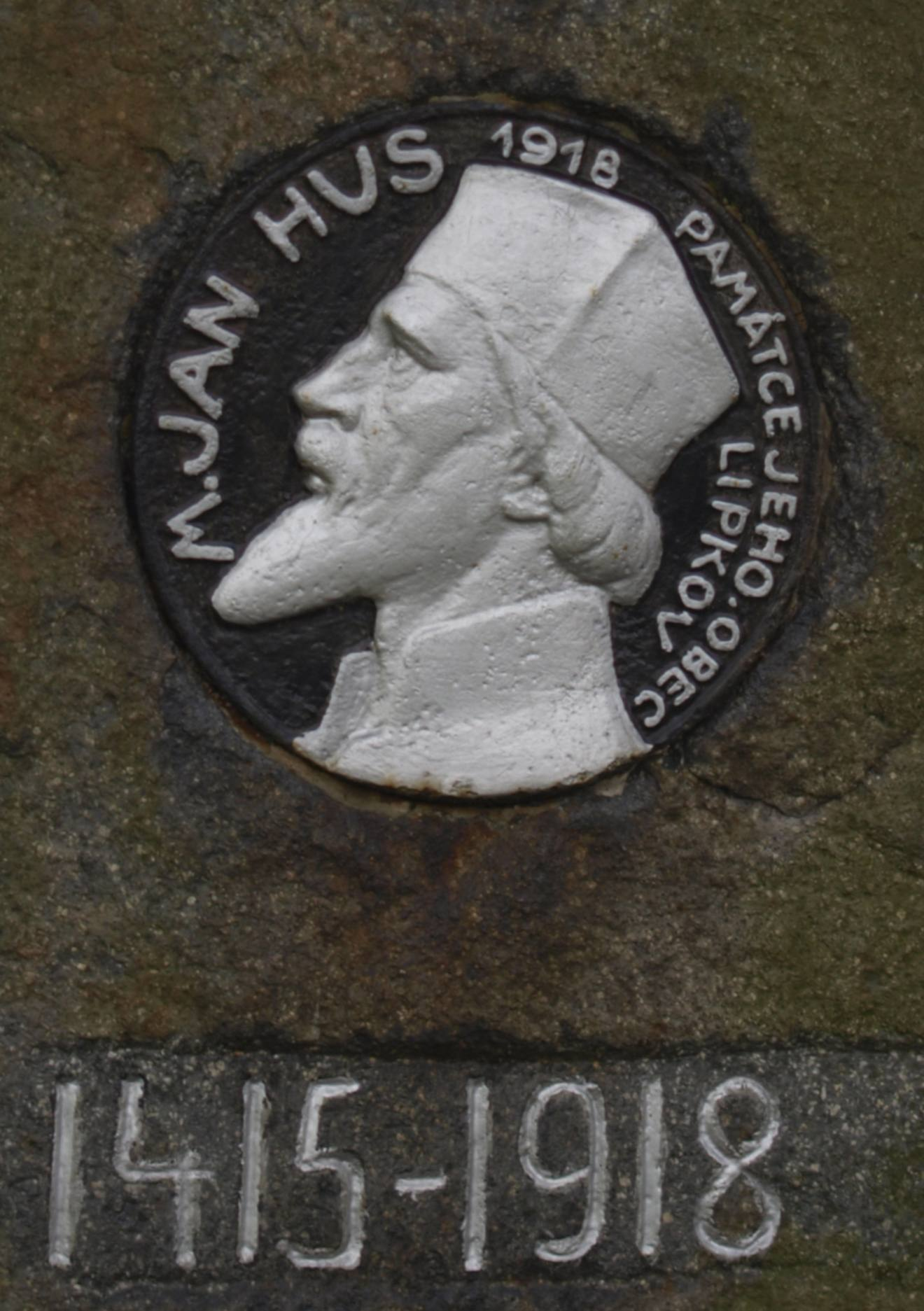
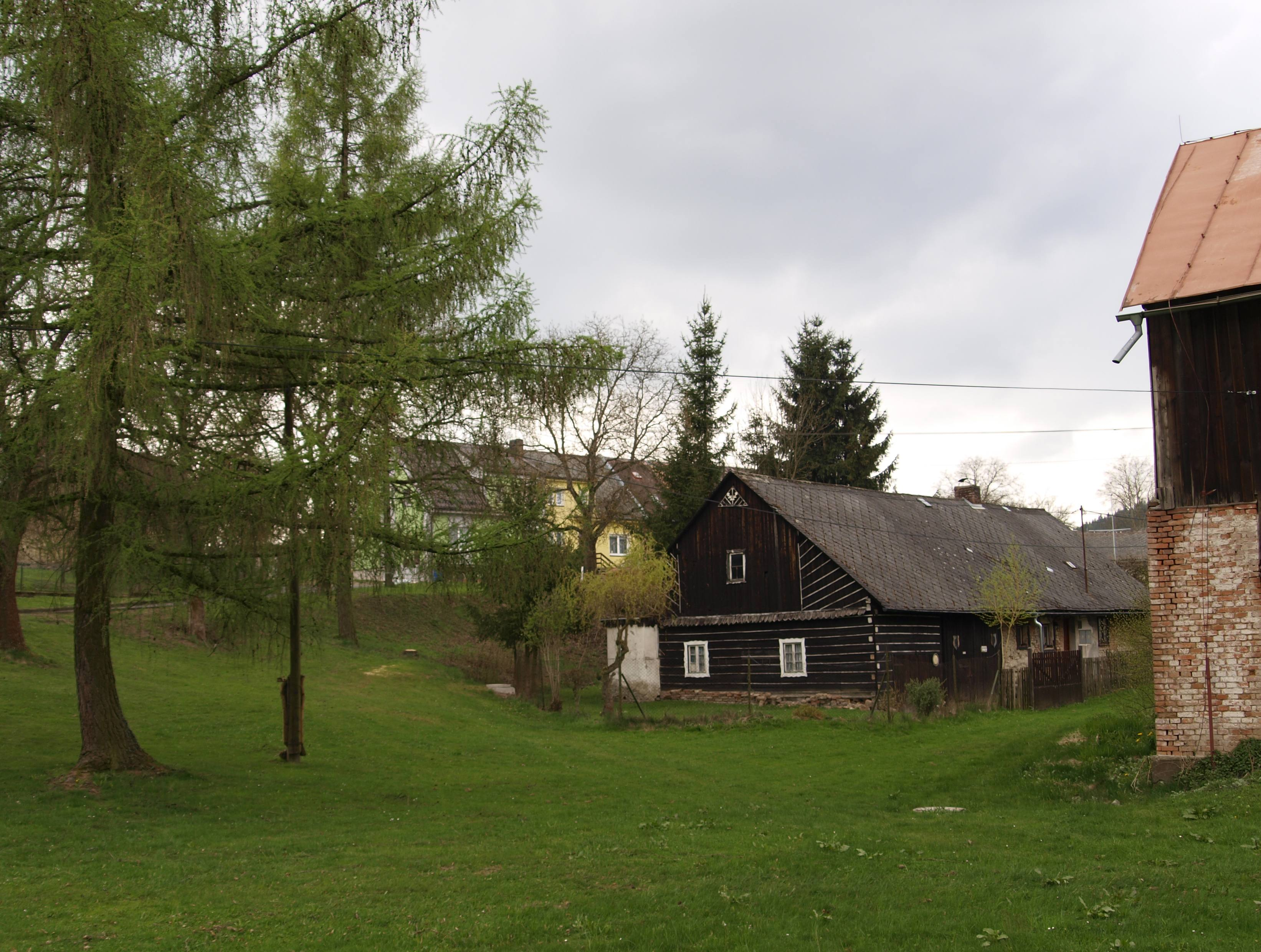
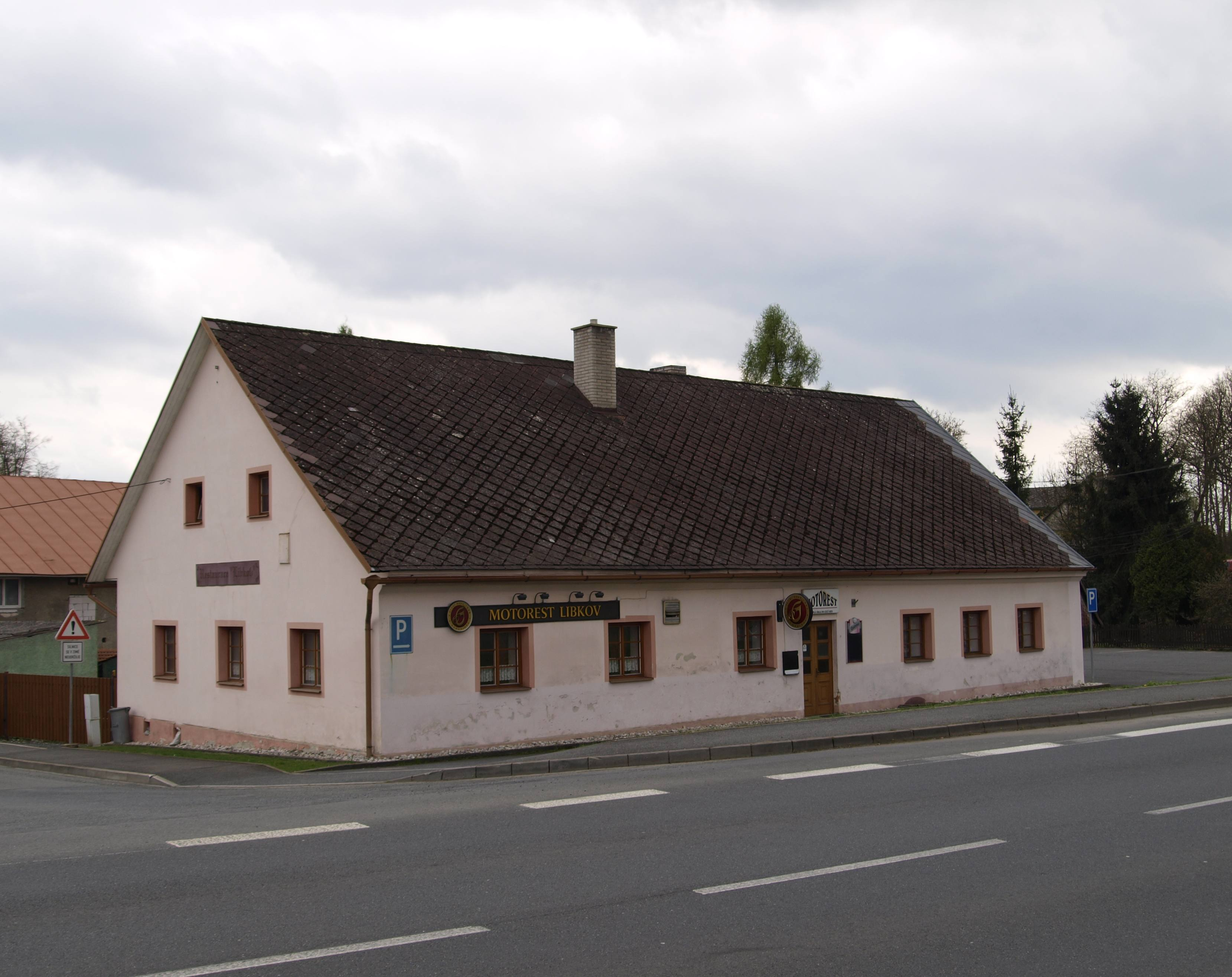